# Dienst Vreemdelingenzaken

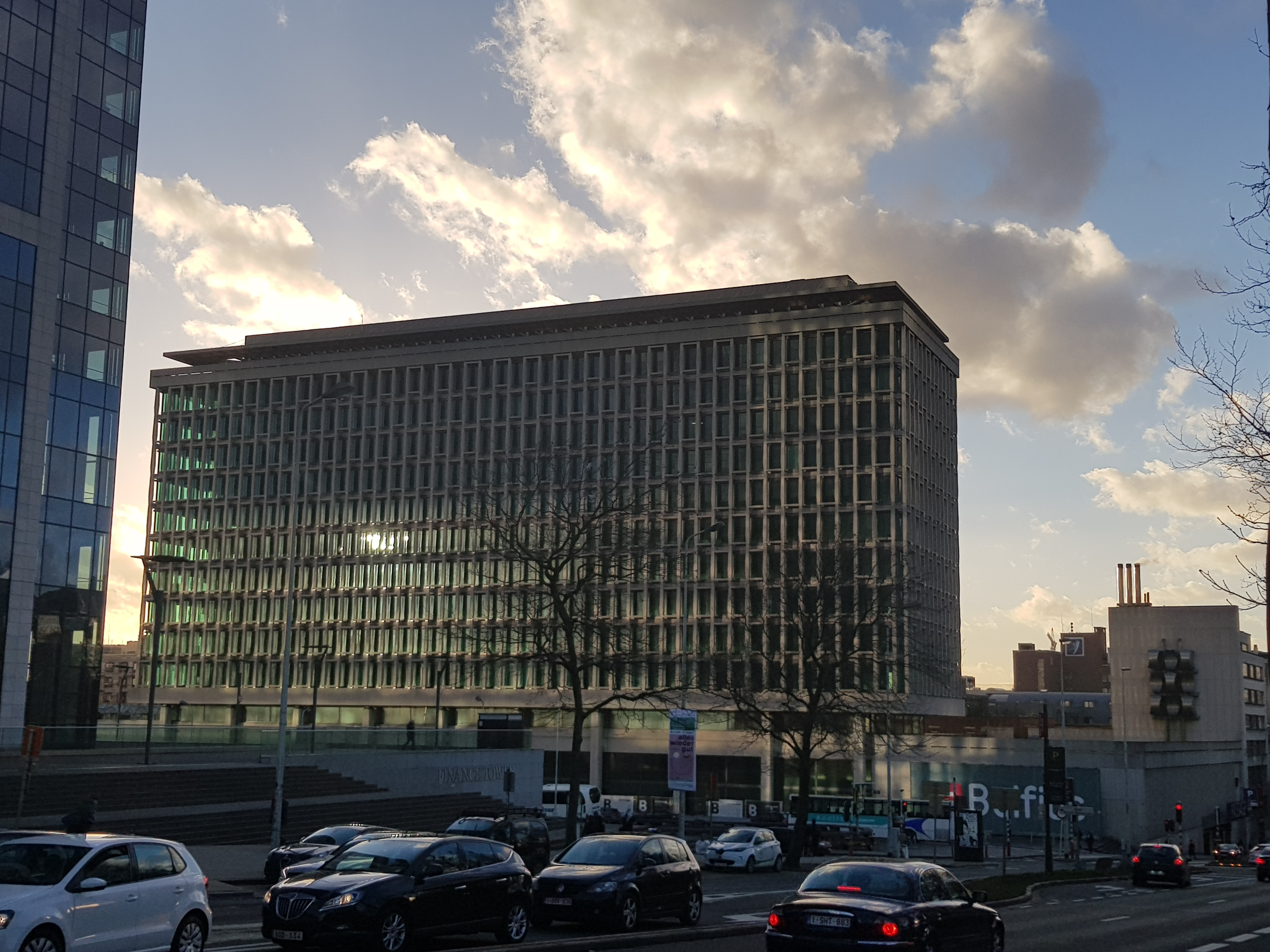
Het Pachecogebouw waar de centrale diensten van de DVZ huizen

De Dienst Vreemdelingenzaken (afgekort: DVZ, Frans: Office des étrangers) is een algemene directie van de Federale Overheidsdienst Binnenlandse Zaken in België. De Algemene Directie is belast met diverse controletaken ten aanzien van vreemdelingen.

## Bevoegdheden
De Dienst Vreemdelingenzaken heeft uitgebreide bevoegdheden inzake migratie van niet-Belgen: toegang tot het grondgebied, kort en lang verblijf, vrijwillige terugkeer of uitzetting van personen die illegaal in het land verblijven, regularisatie, Internationale bescherming, grenscontroles, etc. Het beslist ook over het opsluiten van personen zonder verblijfsrecht in gesloten centra.

### Internationale Bescherming (asiel)
Het begin van de asielprocedure is in handen van de DVZ, die de aanvragen registreert, persoonsgegevens noteert en de proceduretaal bepaalt. Vervolgens gaat de dienst na of België volgens de Dublin III-criteria verantwoordelijk is om de aanvraag te behandelen. In bevestigend geval krijgt de asielzoeker nog een vragenlijst van het Commissariaat-generaal voor de Vluchtelingen en de Staatlozen over de vluchtredenen voorgeschoteld, in te vullen op de DVZ (meestal met behulp van een tolk). Daarna voert het Commissariaat-generaal het verdere onderzoek naar ontvankelijkheid en gegrondheid.
In 2015 berichtte de pers over de gebrekkige organisatie bij de DVZ, waardoor asielzoekers in die periode soms een hele dag aanschoven zonder zelfs het gebouw binnen te geraken.

### Integratie
In 2017 werd de DVZ bevoegd om te controleren of bepaalde categorieën vreemdelingen 'aantoonbare inspanningen' leveren om zich in België te integreren. Bij een negatieve evaluatie kan de dienst een einde stellen aan het verblijfsrecht van de betrokkene. De bewijslast ligt bij de vreemdeling, terwijl de DVZ over een grote beoordelingsmarge beschikt doordat de opsomming van toetsingscriteria in de wet niet exhaustief is.

## Leiding en personeel
Anno 2010 had de DVZ ruim 1.800 ambtenaren in dienst. Deze zijn verdeeld over de centrale diensten in het Pachecogebouw in Brussel (ca. 1.000) en vijf gesloten centra (Brugge, Merksplas, Vottem, Holsbeek, Transitcentrum Caricole in Steenokkerzeel en Repatriëringscentrum 127bis in Steenokkerzeel). Voordat de centrale diensten van de DVZ eind 2018 naar het Pachecogebouw verhuisden waren ze gevestigd in het World Trade Center. Sinds 2003 wordt de DVZ geleid door directeur-generaal Freddy Roosemont.

## Werking
De dienst werkt nauw samen met andere instanties, zoals ambassades en consulaten, gemeentebesturen, politiediensten, sociale inspectie, parketten, Child Focus, etc.
De regelgeving die de Dienst Vreemdelingenzaken toepast, bestaat in de eerste plaats uit de Vreemdelingenwet en het Vreemdelingenbesluit.
Tegen de beslissingen van de DVZ wordt frequent beroep ingesteld bij de Raad voor Vreemdelingenbetwistingen, in de ogen van de dienst dikwijls abusief. Van haar kant beschuldigt de Orde van Vlaamse Balies de DVZ van deloyaal gedrag. Als er beroep is ingesteld waarvan de DVZ meent dat het kans op slagen heeft, zou de dienst systematisch de aangevochten beslissingen intrekken en vervolgens op identieke wijze terug aannemen.

## Voetnoten
1. ↑  Vluchtelingenwerk: 'Situatie bij DVZ is onaanvaardbaar', BRUZZ, 31 augustus 2015.
2. ↑  Behoud verblijf wordt afhankelijk van integratie-inspanningen, Agentschap Integratie en Inburgering, 18 januari 2017.
3. ↑  Verhuizing van de Dienst Vreemdelingenzaken, Federale Overheidsdienst Binnenlandse Zaken, 24 oktober 2018.
4. ↑  Wet van 15 december 1980 betreffende de toegang tot het grondgebied, het verblijf, de vestiging en de verwijdering van vreemdelingen
5. ↑  Koninklijk besluit van 8 oktober 1981 betreffende de toegang tot het grondgebied, het verblijf, de vestiging en de verwijdering van vreemdelingen
6. ↑  Misbruik van procedures asielrecht: OVB en OBFG reageren op de plannen van T. Francken om advocaten te sanctioneren , persbericht OVB, 24 februari 2017